# Брейтбург Кім Олександрович
Кім (Кімол) Олександрович Брейтбург (нар.. 10 лютого 1955, у місті Миколаєві, Українська РСР, СРСР) — радянський і російсько-український музичний продюсер, аранжувальник і композитор, звукорежисер, вокаліст. Заслужений діяч мистецтв Російської Федерації (2006). Автор мюзиклів, музики для кіно і телебачення, композитор, що написав більше 600 пісень.
Внесений до бази сайту Миртворець за свідоме порушення державного кордону України з метою проникнення в окупований Росією Крим та незаконну діяльність в анексованому Криму.

## Походження та навчання
Народився 10 лютого 1955 року у місті Львові. Батьки: батько — музикант Олександр Анжелович Брейтбург (1923—2008), мати — танцівниця Анель Кирилівна Брейтбург (уроджена Рель, пізніше Риль 1927—1984). Брат Олег (нар. 1948[джерело?]).
Родина часто переїжджала з місця на місце у зв'язку з професією батька: Урал, Центральна Росія, Україна. Навчався музиці з п'яти років. У 1961 році Кім потрапляє до клас відомого в Україні педагога Н. І. Вільперт по класу фортепіано. У 1961—1969 роках навчався в Дніпропетровську. Навчався також у Миколаївському державному музичному училищі на відділенні теорії музики (1970—1974). Закінчив на відмінно Московський інститут сучасного мистецтва.

## Початок творчості

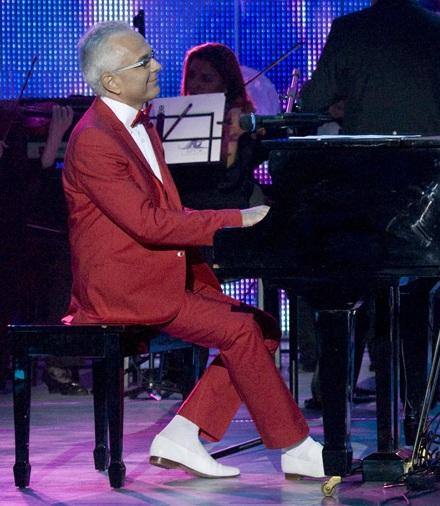

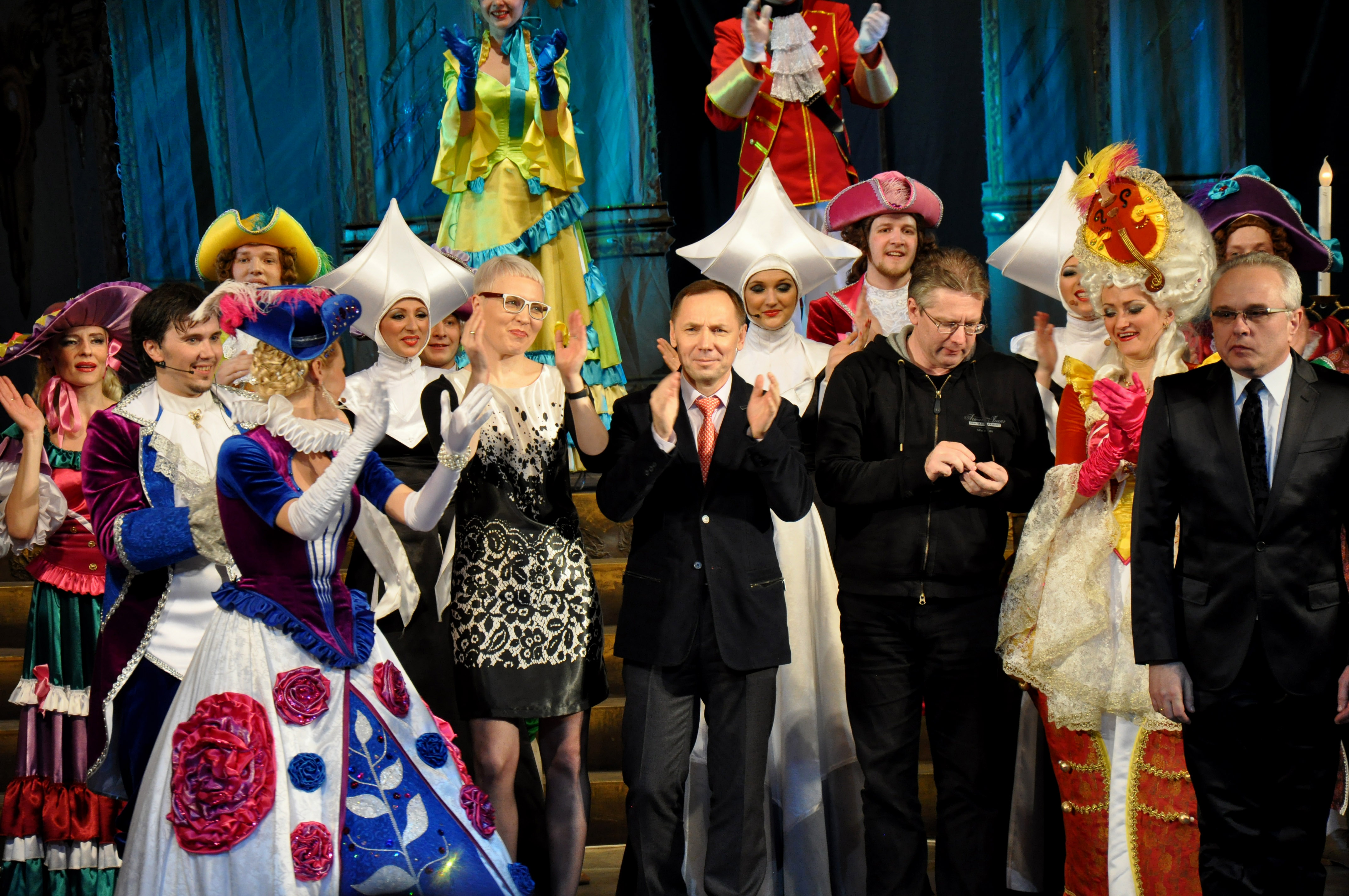
Кім Брейтбург (крайній праворуч) на прем'єрі мюзиклу «Казанова» у місті Красноярську, березень 2013 року.

Наприкінці 1960-х — початку 1970-х років захоплюється рок-музикою і створює гурт, учасники якого багато років потому утворюють склад групи «Діалог». Працює в Уральській філармонії з групою «Форсаж». З 1975 по 1978 роки працює в різних колективах (аматорських і професійних).
У 1978 році організував групу, яка отримує назву «Діалог». Група до середини 1980-х років стає відомою. У репертуарі групи написані Кімом Брейтбургом великі композиції в стилі арт-рок «Я — людина», «Розділи зі мною», «Одного разу завтра» і пісні, деякі з яких отримують популярність завдяки магнітофонним записам і виданим пластинкам. В період з 1984 по 1992 роки Кім Брейтбург і група «Діалог» активно гастролюють не лише в СРСР, але й за кордоном.
У 1987 році першою з радянських груп «Діалог» бере участь у міжнародному фестивалі "Midem в Каннах (Франція) і в цьому ж році з успіхом виступає в Лондоні. Слідують гастролі в Іспанії, Італії, Швеції, Данії, Норвегії та інших країнах. В Німеччині виходять дві платівки «Діалогу».
В цей час також «Діалог» здійснює концертний тур Україною.[джерело?]
У 1990-ті роки Вадим Ботнарюк, Кім Брейтбург та Євген Фрідлянд організували проект «Діалог» з пошуку та просування молодих виконавців, які згодом стали зірками естради.
З 1991 року — студійна робота з Валерієм Меладзе, групами «Браво», «Бахит-Компот» та іншим як музичного продюсера. З 1997 року — робота з Миколою Трубачем і групою «Прем'єр-міністр» в якості продюсера і композитора, а також робота як автора музики і текстів з зірками поп і рок-музики.
Брав участь у створенні на телевізійному каналі «Росія» як музичний продюсер проектів «Народний артист», «Секрет успіху». «Битва хорів». Голова (двічі) і член журі (в різні роки) міжнародного фестивалю «Слов'янський базар». Продюсер і автор музики до численних театральних постановок (мюзиклів) в різних містах Росії.

## Порушення державного кордону України
У листопаді та грудні 2015 року перебував на окупованій Російською Федерацією території Криму, як продюсер мюзиклу «Дубровський», що ставився на сцені музичного театру Криму. Цей факт став причиною внесення Кіма Брейтбурга до бази порушників Центру дослідження ознак злочинів проти національної безпеки України, світу, безпеки людства та міжнародного правопорядку «Миротворець».

## Нагороди
У 2006 році удостоєний почесного звання «Заслужений діяч мистецтв Російської Федерації».

## Родина
Кім вдруге[джерело?] одружений з Валерією, яка працює в Академії імені Гнесіних старшим викладачем естрадного вокалу. Від першої дружини Ольги[джерело?], має двох дітей: доньку Марію і сина Олексія.

## Творчість
Автор рок-опери «Слово про Ігорів похід» (А. Дмитрук) 1978 р.
Автор сюїт:
- «Під одним небом» (С. Кірсанов) 1980
- «Я — Людина» (Ю. Марцинкявичюс) 1982
- «Розділи зі мною» (Ю. Марцинкявичюс) 1984
- «Одного разу завтра» (С. Кірсанов) 1986
- «Посередині світу» (А. Тарковський) 1990

Автор відомих пісень:
- «Звичайна історія» (слова Карена Кавалеряна) — виконавець Філіп Кіркоров
- «5 хвилин» (спільно з Миколою Трубачем, слова Миколи Трубача) — виконавець Микола Трубач
- «Між нами» (слова Ольги Марс) — виконавець Катя Лель
- «Бути з тобою» (слова Симона Осіашвілі) — виконавець Діана Гурцкая
- «На краю» (слова Едуарда Мельника) — виконавець Олександр Панайотов
- «Ну навіщо» (російськомовна кавер-версія супер-хіта 80-х рр. «Cosa Sei», який співає група «Ricchi e Poveri», слова Карена Кавалеряна) — виконавець — гурт «Прем'єр-міністр»
- «Петербург-Ленінград» (слова Євгена Муравйова) — виконавці Людмила Гурченко та Борис Моїсеєв
- «Незвичайна» (слова Сергія Сашина) — виконавці Олександр Панайотов, Олексій Чумаков та Руслан Алехно
- «Радіо бейбі» (слова Карена Кавалеряна) — виконавець Філіп Кіркоров
- «Кіліманджаро» — виконавець Філіп Кіркоров
- «Квіти під снігом» — виконавець Лариса Долина
- «Голубая луна» (слова Миколи Трубача) — виконавці Борис Моїсеєв та Микола Трубач

і багатьох інших. Автор понад 600 пісень.
Автор мюзиклів:
- «Блакитна камея» (К. Кавалерян) 2009
- «Дубровський» (К. Кавалерян) 2010
- «Леонардо» (Є.Муравйов) 2011
- «Снігова королева» (С. Сашин, Е. Мельник) 2011
- «Казанова» (Є.Муравйов) 2013
- «Так не буває» (Є.Муравйов) 2013
- «Джейн Ейр» (К. Кавалерян) 2014

Музичний продюсер проектів:
- «Народний артист»
- «Секрет успіху»
- «Битва хорів»

Продюсер і постановник численних естрадних шоу, в тому числі в Державному Кремлівському палаці: «Просто пісня» (2005); «Квіти під снігом» (2010).

## Нагороди та премії
- У 1997—2013 роках — лауреат телевізійних фестивалів «Пісня року».
- В 2006 році отримав спеціальний диплом Постійного комітету Союзної держави Росії і Білорусії за пісню «Дві сестри» на фестивалі «Слов'янський базар»[5].
- 17 серпня 2006 року отримав почесне звання «Заслужений діяч мистецтв Російської Федерації»[6].
- У липні 2008 року отримав в Києві нагороду «Людина року» за видатний внесок у культуру і мистецтво.
- Лауреат телевізійних фестивалів «Нові пісні про головне».

## Громадські нагороди
- Золотий орден «Служіння мистецтву»
- Нагородний хрест «Захиснику вітчизни» 1й ступеня
- Орден «Визнання видатних заслуг».

## Дискографія (з групою «Діалог»)
- Просто (1985)
- Найкраще (1985)
- Нічний дощ (1986)
- Діалог 3 (1988)
- Посередині світу (1991)
- Осінній крик яструба (спільно з Костянтином Меладзе) (1993)
- Не йди, мій ангел (1995)

## Дискографія
- Просто пісня (2005)

## Відео та фільмографія
- «Не йди, мій ангел» (1985)
- «Червоний рок» (1988)
- «Палац заходу сонця» (1988)